# Johnnie Jones
Johnnie Henry Jones (30 giugno 1962) è un ex giocatore di football americano statunitense che ha militato nel ruolo di running back nella Canadian Football League (CFL).

## Primi anni
Jones frequentò la Munford High School a Mumford, dove corse 4.547 yard e 47 touchdown durante la sua carriera. Nel suo ultimo anno corse 2.157 yard e 24 touchdown, venendo nominato West Tennessee Offensive Player of the Year dal Jackson Sun. Fu inserito come running back nella formazione ideale dello stato e ottenne la menzione onorevole All-South. Fu classificato come ottavo migliore prospetto dello stato dal Knoxville News Sentinel e il secondo miglior running back dal Knoxville Journal.
Jones è uno dei tre atleti della Munford High School, assieme al lanciatore del baseball Aaron Fultz e alla stella della pallavolo Scarlet Gable, ad avere il suo numero ritirato.
Nel 2018, una strada di Munford fu nominata "Johnnie Jones Drive" in suo onore.

## Carriera universitaria
Jones al college giocò a football alla University of Tennessee dal 1981 al 1984, stabilendo i record scolastici per yard in una partita, in una stagione e in carriera. Fu inserito nel 2nd-team All American dall'Associated Press nel 1984. Dopo avere giocato come sostituto nel suo primo anno, mettendosi in luce nella formazione di riserva, nel 1982 emerse come titolare durante gli allenamenti primaverili ma divise i minuti in campo con i più anziani Chuck Coleman e Randall Morris. 
Nel 1983, Jones corse un record scolastico di 1.116 yard e 5 touchdown su 191 tentativi, diventando il primo giocatore dei Vols a superare le mille yard stagionali su corsa malgrado l'avere perso due gare per infortunio. Fu secondo solo a Bo Jackson e alle sue 1.213 yard nella SEC.
Jones iniziò la sua ultima stagione come un possibile candidato all'Heisman Trophy. Chiuse con 1.290 yard e 10 touchdown su 229 tentativi, superando il suo stesso record dell'anno precedente. Guidò la SEC in yard corse e fu quinto nella nazione dietro a Keith Byars, Rueben Mayes, Kenneth Davis e Steve Morgan. Fu selezionato per partecipare all'annuale East–West Shrine Game, tenutosi il 5 gennaio 1985.
Nell'agosto 2003, Jones fu onorato come "Legend of the Game" dai Volunteers, assieme al suo ex compagno Bruce Wilkerson, durante le cerimonie pre-partita della gara contro Fresno State.

## Carriera professionistica
Jones fu scelto nel corso del quinto giro (137º assoluto) del Draft NFL 1985 dai Seattle Seahawks, ma non vi giocò mai.
Nel 1987, Jones si unì agli Hamilton Tiger-Cats della Canadian Football League. Grazie a una seconda parte di stagione di alto livello, terminò con 408 yard corse e un touchdown in 77 possessi, oltre a 27 ricezioni per 210 yard. Fu candidato al premio di miglior rookie dell'anno ma non vinse. Jones rimase infortunato per la maggior parte della stagione 1988, e a causa di un problema al ginocchio e di ricorrenti problemi al tendine optò per il ritiro.